# 衡平法補救措施
衡平法補救措施（Pain and suffering；痛苦與創傷），在法律上是一種由傳統衡平法法院——譬如曾为英國最高衡平法庭的大法官法庭——所制定與授予的補償。時至今天，這些補救措施依然是英美法系的管轄範圍之內。例子包括禁制令和強制執行令。